# Мавриция извилистая
Мауриция извилистая (лат. Mauritia flexuosa) — пальмовое дерево из рода Мавриция, также известное как ита, бурити (Бразилия), canangucho (Колумбия) или aguaje (Перу). Растет в тропической Южной Америке вблизи болот и других влажных территорий. Встречается на острове Тринидад, в Колумбии, Венесуэле, Гайане, Суринаме, Французской Гвиане, Бразилии, Эквадоре, Перу и Боливии.

## Описание
Деревья данного вида могут достигать до 35 м в высоту. Большие листья образуют круглую крону. Желтоватые цветки появляются с декабря по апрель. Плоды каштанового цвета, растущие с декабря по июнь, покрыты блестящими чешуйками. Желтая кожура покрывает твердый, овальный орех. Семена могут плавать, и именно таким образом пальма размножается. В естественной среде деревья достигают очень высокой плотности.

## Плоды

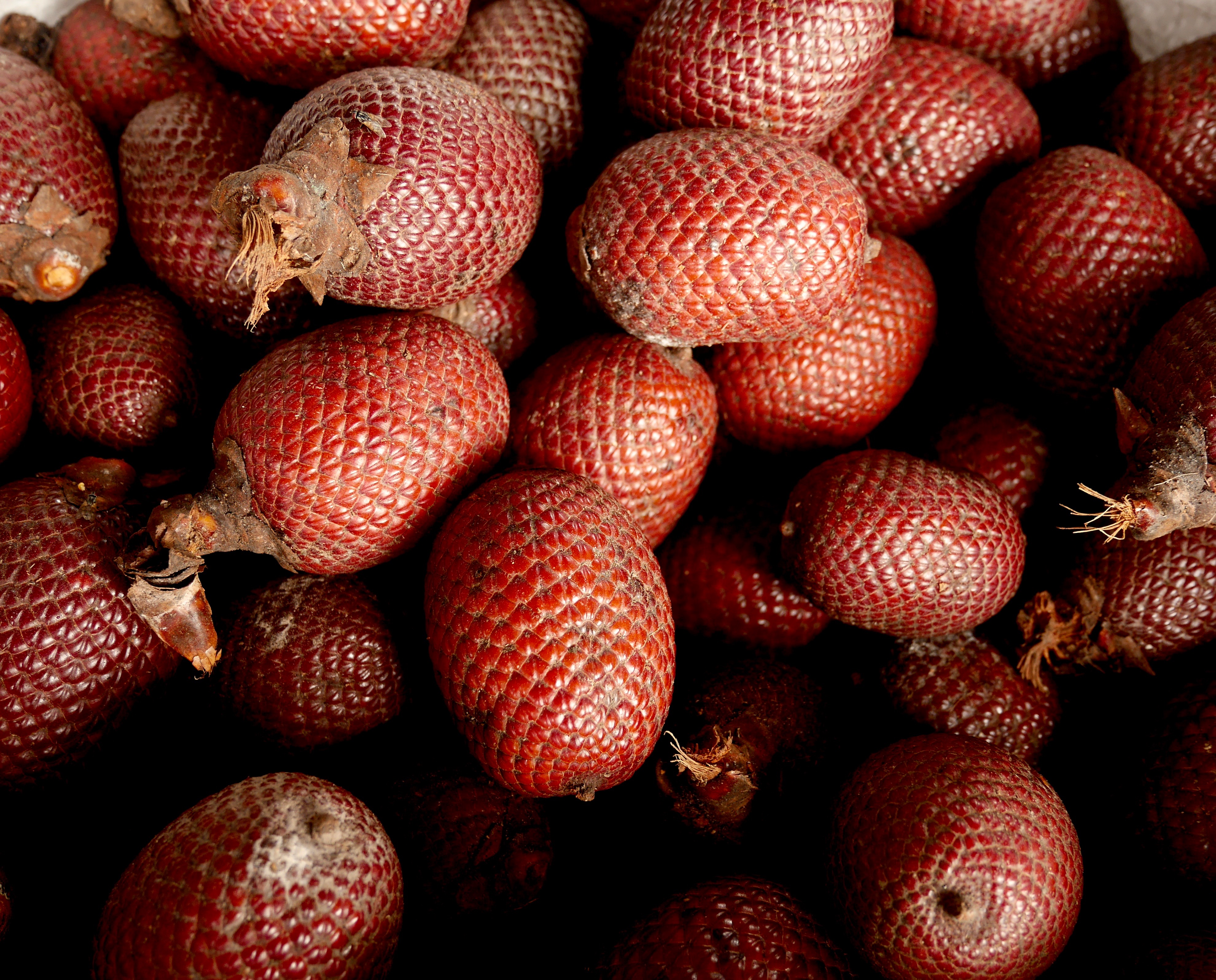
Плоды мауриции извилистой.

Плоды съедобны и используется для изготовления сока, варенья, мороженого, ферментированного «вина», десертов и закусок, поэтому только в Перу собирают более 50 тонн данных плодов в сутки.
Соцветия употребляют в пищу как овощ, их сок можно пить в свежем или ферментированном виде (см. пальмовое вино). Из волокон дерева производятся нити и шнуры.
Люди также употребляют в пищу личинок пальмовых долгоносиков, точащих ствол дерева.

## Масло
Масло бурити — оранжево-красноватое масло, получаемое из плодов данного вида. Оно содержит высокую концентрацию олеиновой кислоты, и целого ряда других важнейших жирных кислот (пальмитиновая, пальмитолеиновая, линолевая, линоленовая), токоферолов и каротиноидов, особенно бета-каротина. Масло бурити может применяться в косметике для защиты во время пребывания на солнце, а также других продуктах, предназначенных для лечения и заживления ожогов и при обгорании на солнце. Масло имеет красноватый цвет, используемый в качестве чернил на кожах и шкурах.